# Oregon (Ohio)
Oregon – miasto w Stanach Zjednoczonych, w północnej części stanu Ohio, położone na prawobrzeżnej części ujścia rzeki Maumee River do jeziora Erie. cześć portowa z widokiem na jezioro nosi nazwę Harbor View. Liczba mieszkańców w 2000 roku wynosiła 19 355.

## Klimat
Miasto leży w strefie klimatu kontynentalnego, z gorącym latem, należącego według klasyfikacji Köppena do strefy Dfa. Średnia temperatura roczna wynosi 10,9 °C, a opady 825,5 mm (w tym do 7,9 cm opadów śniegu). Średnia temperatura najcieplejszego miesiąca - lipca wynosi 24,5 °C, najzimniejszego - stycznia -3,2 °C, podczas gdy rekordowe temperatury wynoszą odpowiednio 40,6 °C i -26,7 °C.